# Lúčka (Levoča)
Lúčka (deutsch Wieschen, ungarisch Szepesrét – bis 1907 Lucska) ist eine Gemeinde im Osten der Slowakei mit 115 Einwohnern (Stand 31. Dezember 2024) und gehört zum Okres Levoča, einem Kreis des Prešovský kraj, sowie zur traditionellen Landschaft Zips.

## Geografie
Die Gemeinde befindet sich im Nordteil des Talkessels Hornádska kotlina am Übergang in die nördlich liegenden Leutschauer Berge, im Tal des Baches Lúčanský potok. Das Ortszentrum liegt auf einer Höhe von 490 m n.m. und ist vier Kilometer von Spišské Podhradie sowie 15 Kilometer von Levoča entfernt.
Nachbargemeinden sind Pavľany im Norden, Spišské Podhradie im Osten und Jablonov im Süden und Westen.

## Geschichte
Lúčka wurde zum ersten Mal 1273 als Lucska schriftlich erwähnt, weitere historische Namen sind Lacska (1480), Retke (1513) und Luczka (1514) Im Mittelalter war das Dorf Besitz der Zipser Propstei, im 16. Jahrhundert des Bistums Großwardein und schließlich von 1776 bis 1848 des Bistums Zips. 1787 hatte die Ortschaft 28 Häuser und 190 Einwohner, 1828 zählte man 35 Häuser und 256 Einwohner, die vorwiegend als Landwirte, in kleinerem Umfang als Holzfäller und Weber tätig waren. 1821 ließ sich die Gemeinde einen eigenen Siegelstock fertigen.
Bis 1918 gehörte der im Komitat Zips liegende Ort zum Königreich Ungarn und kam danach zur Tschechoslowakei beziehungsweise heute Slowakei. Das Kulturhaus wurde zwischen 1957 und 1963 errichtet.

## Bevölkerung
| Jahr                | 1994 | 2004     | 2014    | 2024 |
| ------------------- | ---- | -------- | ------- | ---- |
| Anzahl der Personen | 118  | 136      | 125     | 115  |
| Unterschied         |      | +15,25 % | −8,08 % | −8 % |

| Jahr                | 2023 | 2024    |
| ------------------- | ---- | ------- |
| Anzahl der Personen | 115  | 115     |
| Unterschied         |      | +1,42 % |

Gemäß der Volkszählung 2011 wohnten in Lúčka 125 Einwohner, davon 124 Slowaken. Ein Einwohner machte keine Angabe zur Ethnie.
121 Einwohner bekannten sich zur römisch-katholischen Kirche und vier Einwohner waren konfessionslos.

## Bauwerke
- römisch-katholische Kirche Maria vom Rosenkranz im klassizistischen Stil aus dem Jahr 1837